# Bryan Colula
Bryan Colula Alarcón (ur. 6 kwietnia 1996 w Xalapie) – meksykański piłkarz występujący na pozycji prawego obrońcy, od 2021 roku zawodnik Mazatlán.